# Secure Real-Time Transport Protocol
Bei dem Secure Real-Time Transport Protocol (SRTP, englisch für Sicheres Echtzeit-Transportprotokoll) handelt es sich um die verschlüsselte Variante des Real-Time Transport Protocol (RTP). Das Protokoll wurde im März 2004 von der Internet Engineering Task Force (IETF) im RFC 3711 vorgestellt.
Es eignet sich besonders zur verschlüsselten Übertragung von Kommunikation über das Internet und findet auch bei der IP-Telefonie zunehmend Verwendung. Das Kryptosystem verwendet den Advanced Encryption Standard (AES).
Je nach Implementierung kann das Protokoll entweder zur Transportverschlüsselung bei der Sprachdatenübertragung zwischen einem Endgerät auf Kundenseite und dem Server des Kommunikationsanbieters (Provider) oder zur vollständigen Ende-zu-Ende-Verschlüsselung zwischen Kommunikationspartnern genutzt werden.
Bereits durch die Transportverschlüsselung kann eine erhebliche Steigerung der Angriffssicherheit (Security) erreicht werden, da für Angreifer der Zugriff auf die zwischen dem Kundengerät und dem Kommunikationsserver des Telefonieanbieters übertragenen Sprachdaten erschwert wird. Der kontrollierte Behördenzugriff auf die Kommunikation bleibt dabei jedoch im internen Bereich des Kommunikationsanbieters weiter möglich.
Die Verwendung von SRTP bei einer Verbindung zum Server des Kommunikationsanbieters bietet keine Garantie dafür, dass auch im weiteren Verlauf der Kommunikationsübertragung eine Transportverschlüsselung stattfindet. So ist es heute insbesondere noch gängige Praxis, dass die Übertragung von Telefonaten von einem Anbieter zu einem anderen Anbieter unverschlüsselt stattfindet. Aufgrund der an dieser Stelle jedoch höheren Anzahl von gleichzeitig übertragenen Sprachdaten ist ein Zugriff auf ein konkretes Gespräch für Dritte – mit Ausnahme von finanziell gut ausgestatteten Geheimdiensten – sehr schwer. Dies liegt insbesondere auch daran, dass die Sprachdaten in kleine Pakete verpackt und unabhängig voneinander übertragen werden.
Eine Ende-zu-Ende-Verschlüsselung muss aufgrund der Gesetzeslage in den entsprechenden Ländern durch die Gesprächspartner selbst eingerichtet werden, da Telekommunikationsanbieter gesetzlich verpflichtet sind, Behörden auf gerichtliche Anordnung hin den Zugriff auf Gespräche zu ermöglichen. Daher dürfen beispielsweise Provider, die dem deutschen Telekommunikationsgesetz unterliegen, keine automatische Ende-zu-Ende-Verschlüsselung ermöglichen. Es ist jedoch in verschiedenen Ländern in der Regel nicht verboten, selbst für eine durchgehende Verschlüsselung zu sorgen. Dazu müssen die Endgeräte auf beiden Seiten entsprechend ausgestattet sein. In der Regel kommt dann auch SRTP zum Einsatz, es wird jedoch durch ein anderes Protokoll gesteuert, zum Beispiel durch ZRTP.
In Deutschland unterstützen mittlerweile einzelne Festnetz-Telefonieanbieter SRTP. Easybell und dus.net informieren auf ihrer Webseite darüber, wie das Protokoll von seinen Kunden zur Transportverschlüsselung genutzt werden kann. Die Deutsche Telekom bewirbt die Funktionalität nicht aktiv gegenüber ihren privaten Endkunden, stellt jedoch Schnittstelleninformationen für Hersteller entsprechender Endgeräte zur Verfügung. Der deutsche Hersteller der Routerserie FRITZ!Box, AVM, hat SRTP für die genannten Telefonieanbieter mittlerweile in die aktuelle Version seiner Firmware Fritz!OS implementiert. Auch die Routerfirmware des deutschen Netzwerktechnikherstellers LANCOM Systems unterstützt SRTP.
Zu beachten ist, dass es sich bei der von den genannten Anbietern unterstützte Verschlüsselung nicht um eine Ende-zu-Ende-Verschlüsselung zwischen dem Anrufer und dem Angerufenen handelt, sondern lediglich eine Verschlüsselung zwischen einem Gerät des Kunden (Router, Modem oder IP-Telefon) und dem Telefonie-Server des Anbieters geboten wird.